# Даниил (патриарх Болгарский)
Патриа́рх Дании́л (в миру Атанас Триандафилов Николов; род. 2 марта 1972, Смолян) — архиерей Болгарской православной церкви, с 30 июня 2024 года патриарх Болгарский, митрополит Софийский.

## Биография

### Образование и начало церковного служения
Родился 2 марта 1972 года в городе Смолян в семье Триандафила Тодорова и Тодорки Атанасовой Николовых. У него есть старший брат Петер Трендафилов Николов. Получил основное и среднее образование в родном городе, после чего отбывал военную службу.
В 1996 году поступил в Софийский университет святого Климента Охридского, где приступил к изучению английской филологии, но уже в следующем году перевёлся на богословский факультет.
В 1997 году был принят послушником в монастырь святого Георгия на окраине города Хаджидимово, под духовное руководство Неврокопского митрополита Нафанаила (Калайджиева), духовного старца будущаго патриарха. 7 августа 1999 года принял монашество, а на следующий день был рукоположён во иеродиакона.
В 2002 году заочно окончил богословский факультет Софийского университета.
21 июля 2004 года был направлен на послушание в Роженский монастырь Рождества Пресвятой Богородицы. 27 ноября того же года был рукоположён своим епархиальным владыкой во иеромонаха. 1 июня 2006 года был возведён в сан архимандрита.

### Архиерейство до патриаршества
20 января 2008 года хиротонисан во епископа Драговитийского, викария Неврокопской епархии, в то же время назначен и настоятелем Роженского монастыря. Хиротонию совершили: патриарх Болгарский Максим, митрополит Сливенский Иоанникий (Неделчев), митрополит Видинский Дометиан (Топузлиев), митрополит Варненский и Великпореславский Кирилл (Ковачев), митрополит Великотырновский Григорий (Стефанов), митрополит Русенский Неофит (Димитров), митрополит Неврокопский Нафанаил (Калайджиев), митрополит Ловчанский Гавриил (Динев), епископ Адрианопольский Евлогий (Стамболджиев), епископ Стобийский Наум, епископ Девольский Феодосий (Купичков), епископ Маркианопольский Константин (Петров), епископ Знепольский Иоанн (Иванов).
15 июня 2010 года был назначен, викарием епархии в США, Канаде и Австралии Болгарского патриархата по просьбе митрополита Иосифа (Босакова). 2 декабря 2011 года Священный синод «принял к сведению письмо митрополита США, Канады и Австралии Иосифа с уведомлением, что было получено разрешение от американских эмиграционных власти для исполнения возложенного Священным Синодом на Драговитийского епископа Даниила послушания, который может уже уехать и взять на себя обязанности, как викарий митрополита США, Канаде и Австралии». Считался наиболее вероятным преемником митрополита Иосифа (Босакова), как и он сам желал того же.
4 февраля 2018 года избран Синодом на должность митрополита Видинского.
В декабре 2018 года осудил Объединительный собор в Киеве, назвав его неканоническим, а действия в украинском вопросе патриарха Константинопольского Варфоломея — нарушающими границы юрисдикции Русской церкви.

### Патриаршество
30 июня 2024 года на патриаршем избирательном Церковно-народном соборе в Софии был избран новым Патриархом Болгарским, Митрополитом Софийским с 69 голосов из всех 138 присутствующих делегатов Собора. В тот же день в Александро-Невском соборе в Софии состоялась его интронизация, на которой присутствовали, среди прочих, Вселенский патриарх Варфоломей и митрополит Корсунский и Западноевропейский Нестор (Сиротенко) (Московский патриархат).